# Bösinghausen (Bergneustadt)
Bösinghausen ist einer von 22 Ortsteilen der Stadt Bergneustadt im Oberbergischen Kreis im Regierungsbezirk Köln in Nordrhein-Westfalen, Deutschland.

## Lage und Beschreibung
Der Ort liegt in Luftlinie rund 8,3 Kilometer von Bergneustadt entfernt.
Seit der Gebietsreform des Jahres 1969 gehört Bösinghausen zur Stadt Bergneustadt.

## Geschichte

### Erstnennung
1459 wurde der Ort das erste Mal urkundlich erwähnt. „Johan v. Bosenhuysen“ ist genannt in einer Urkunde des Hochgerichts Köln.
Die Schreibweise der Erstnennung war Bosenhuysen.